# Карьера Арнольда Шварценеггера в культуризме
Арнольд Шварценеггер — один из известнейших культуристов США, предприниматель, киноактёр, продюсер, государственный и политический деятель австрийского происхождения, 38-й губернатор Калифорнии, директор по экшену студии Netflix всего мира. Арнольд выступал под псевдонимами «Австрийский дуб» и «Штирийский дуб». В возрасте 19 лет выиграл конкурс «Мистер Европа»; 5 раз получил титул «Мистер Вселенная», и 7 раз — «Мистер Олимпия».

## Место Арнольда Шварценеггера в культуризме
Арнольд Шварценеггер — один из самых известных культуристов в мире. Своими фильмами Арнольд популяризировал в мировом значении культуризм, продолжив и практически завершив дело Стива Ривза, другого легендарного культуриста и актёра. В результате спорт стал общеизвестным для всех прослоек общества в разных государствах мира.
Своими кумирами он называет Рега Парка и Юрия Власова. О своей первой встрече с Регом Парком в 1967 году Арнольд говорит следующее: «От благоговейного страха я почти потерял дар речи». Одним из самых серьёзных своих конкурентов Шварценеггер называет Серхио Олива:
На неопытного соперника он производил убийственное впечатление. Он снимал рубашку, и тут вдруг появлялась эта невероятная масса мышц. Он пронзал вас взглядом, делал выдох, напоминающий урчание животного, и вдруг его широчайшие мышцы спины начинали расти... И когда вы уже думали, что это самые невероятные широчайшие мышцы в мире — БОЖЕ! — они продолжали расти ещё и ещё, пока вы не начинали сомневаться, что перед вами человек.
В течение нескольких лет ведёт месячную колонку в журналах «Muscle & Fitness» и «Flex». Становится соавтором «Энциклопедии современного культуризма». В предисловии к русскому изданию, написанному советским атлетом Юрием Власовым, описывается встреча двух знаменитостей:
Мы обменялись приличествующими любезностями. И вдруг Арнольд сказал:
— А ведь мы с вами знакомы очень давно.
— Не помню, каким образом, — честно признался я.
Я был убежден, что мы не встречались.
— В Вене, на чемпионате мира 1961 года. Меня привели к вам в раздевалку. Вы сказали, чтобы я тренировался, у меня есть данные для больших побед. Победа любит упорных. Ваше выступление произвело на меня ошеломляющее впечатление. Я поверил вам. Несколько лет я упрямо тренировался со штангой, но результат в спортивной тяжелой атлетике не пошел. Однако я уже влюбился в спорт и не смог смириться с неудачей. Я переключился на культуризм. И здесь все пошло. Я считаю, что вы в некотором роде повернули мою жизнь, и я вам обязан...
«Обязан вам...» Нет, только упорство самого себя, страсть к тренировкам, вера в победу, даже тогда, когда ты изломан, ты никто и от тебя все отвернулись, даруют успех. Арнольд несколько лет практически впустую тренировался с «железом». Этого было достаточно, чтобы забросить спорт вообще. Тем более он не был богат, если не сказать больше. Разве допустимо подобное расточительство времени и сил?.. Но Арнольд боготворит силу, поединки, муку тренировок. Это самое важное  уметь работать, не щадить себя в работе.
Популяризовал упражнение, получившее известность, как «жим Арнольда».

## Пауэрлифтинг
В 1966 году на проходящих в Мюнхене соревнованиях по паурлифтингу German Powerlifting Championships Арнольд занял второе место в весовой категории свыше 80 кг, показав в троеборье следующие результаты: жим лежа — 165 кг, присед — 170 кг, становая тяга — 250 кг. Спустя два года, в 1968 году, он занял уже первое место в весовой категории свыше 80 кг, показав в жиме лежа — 200 кг, в приседе — 215 кг, становая тяга 310 кг, в сумме троеборья — 725 кг.

## Лучшие силовые результаты
- Присед — 261 кг;[7]
- Жим лежа — 236 кг;[8]
- Становая тяга — 322 кг.

## Антропометрические данные
- рост — 188 см;[9][10]
- вес — 115,0 кг;[9]
- грудь — 147 см;[9]
- бицепс — 57 см;[11]
- талия — 86 см;
- бедро — 71 см;
- голень — 52,5 см.

## Участие в чемпионатах
| Год  | Соревнование               | Местонахождение   | Место |
| ---- | -------------------------- | ----------------- | ----- |
| 1965 | Мистер Европа (юниоры)     | Штутгарт          | 1     |
| 1966 | Мистер Вселенная-НАББА     | Лондон            | 2     |
| 1967 | Мистер Вселенная-НАББА     | Лондон            | 1     |
| 1968 | Мистер Вселенная-ИФББ      | Майами            | 2     |
| 1968 | Мистер Вселенная-Про-НАББА | Лондон            | 1     |
| 1969 | Мистер Европа-ИФББ         | Эссен             | 1     |
| 1969 | Мистер Интернешнл-ИФББ     | -                 | 1     |
| 1969 | Мистер Олимпия             | Нью-Йорк          | 2     |
| 1969 | Мистер Вселенная-ИФББ      | Лондон            | 1     |
| 1969 | Мистер Вселенная-Про-НАББА | Лондон            | 1     |
| 1970 | Мистер Олимпия             | Нью-Йорк          | 1     |
| 1970 | Мистер Вселенная-Про-НАББА | Лондон            | 1     |
| 1970 | Мистер Мир                 | Колумбус, Огайо   | 1     |
| 1971 | Мистер Олимпия             | Париж             | 1     |
| 1972 | Мистер Олимпия             | Эссен, Германия   | 1     |
| 1973 | Мистер Олимпия             | Нью-Йорк          | 1     |
| 1974 | Мистер Олимпия             | Нью-Йорк          | 1     |
| 1975 | Мистер Олимпия             | Претория, ЮАР     | 1     |
| 1980 | Мистер Олимпия             | Сидней, Австралия | 1     |

Тренировки Шварценеггера, и ряда других бодибилдеров в рамках подготовки к конкурсу Мистер Олимпия 1975 года стали объектом для документального фильма «Качая железо». У него было только три месяца, после того, как для съёмок в фильме «Оставайся голодным» он сбросил значительный вес. После победы бодибилдер объявил о том, что оставляет карьеру в спорте.

## Мистер Олимпия — 1980
В 1980 году Шварценеггер, участвуя в съёмках фильма «Конан-варвар», постоянно занимался бегом и верховой ездой, и упражнялся в фехтовании мечом. Он имел настолько хорошую форму, что решил вернуться к участию в «Мистер Олимпия», и это стало неожиданностью для всех. График тренировок был крайне сжатым и подготовка заняла у него всего восемь недель (в то время, как у большинства его конкурентов — год). Эта победа вызвала неоднозначную реакцию публики; некоторые зрители обвинили организаторов соревнований в мошенничестве. Как пишет сам Шварценеггер, «при мысли, что я мог проиграть, у меня шевелятся волосы на голове! Позорное поражение стало бы концом моей карьеры. Единственными, кто получил выгоду от этой истории, было телевидение, как и от любого скандала. Но я получил урок — если уж во что-то ввязался, иди до конца».
Подготовку к чемпионату было трудно скрыть, но Шварценеггер объяснял её подготовкой к съёмкам в фильме «История Джейн Мейнсфилд». Кроме того, он получил контракт на работу комментатором на конкурсе, что позволило ему появиться в Сиднее (Австралия), где проходил «Мистер Олимпия — 1980». Сам чемпионат проходил в помещении Сиднейского оперного театра.

## Арнольд Классик
В 1988 году бодибилдер организовал свой собственный конкурс «Арнольд Классик», который проводится ежегодно, в конце февраля, или начале марта, в городе Колумбус, штат Огайо.

## Обвинения в употреблении анаболических стероидов
Шварценеггер признался в употреблении анаболических стероидов, в период, когда они были легальны. Как он заявил в 1977 году, стероиды использовались им для поддержания формы, но не для наращивания мышечной массы. Звезда культуризма обвинялась в использовании для получения в 1970 году своего первого титула «Мистер Олимпия» дианабола и пропионата тестостерона.
В 1999 году Шварценеггер подал в суд на германского доктора Вилли Хипа, который утверждал, что использование анаболических стероидов вызвало проблемы с сердцем, и предсказал смертельный исход. Также бодибилдер утверждал, что он никогда не использовал анаболических стероидов с 1990 года, когда они были запрещены.